# Earl Frederick Crabb
Earl Frederick Crabb, kanadski letalski častnik, vojaški pilot in letalski as, * 27. marec 1899, Norfolk, Ontario, † 18. oktober 1896, Tamarac, Florida, ZDA.
Nadporočnik Crabb je v svoji vojaški službi dosegel 6 zračnih zmag.

## Življenjepis
Med prvo svetovno vojno je bil pripadnik 92. eskadrilje Kraljevega letalskega korpusa. V tej enoti je dosegel vseh 6 zračnih zmag s svojim S.E.5a.
Po vojni je postal komercialni pilot v ZDA. Ob začetku druge svetovne vojne je vstopil v Vojno letalstvo Kopenske vojske ZDA, kjer je postal pilot in zračni inšpektor pri Šolskem poveljstvu.
Avgusta 1945 se je vrnil v civilno življenje in postal glavni pilot Gozdne službe ZDA.

## Odlikovanja
- Distinguished Flying Cross (DFC)